# Rysk spårvidd
Rysk spårvidd är detsamma som 1520 millimeter och är den spårvidd som används på järnvägarna i länder som tillhörde Ryska imperiet och de sovjetiska rådsrepublikerna. Rysk spårvidd finns i alla länder som tillhört Sovjetunionen samt Mongoliet. Den ursprungliga ryska spårvidden på 1524 mm används fortfarande i Finland.  I dåvarande Sovjetunionen övergick man till 1520 mm, men skillnaden är tillräckligt liten för att falla inom toleransgränserna för spår och materiel.
I Sovjetunionen beslutade man på 1960-talet att spårvidden skulle vara 1520 mm. Man hade byggt fordonen för att tåla stora variationer i spårens verkliga spårvidd. Genom att man om man bytte ut spåren (när de var nedslitna) valde en något snävare spårvidd fick man bättre gångegenskaper. Så formellt har man 1520 mm i Ryssland, Kazakstan, Ukraina, Lettland, Litauen och andra länder som var en del av Sovjetunionen. Estland har efter oberoendet valt att definiera spårvidden till 1524 mm igen efter finsk förebild.
I Finland har man fortfarande formellt 1524 mm. Fordonen är byggda efter det och med något snävare tolerans i nyare tåg. Tåg kan utan problem med spårvidden gå mellan Ryssland och Finland, eftersom banornas verkliga spårvidd varierar mer än så. Finland har officiellt en tillåten spårvidd på 1514–1554 mm på banorna, med snävare gränser vid högre hastigheter. Fram till Rysslands invasion av Ukraina gick det reguljär trafik mellan Finland och Ryssland, bland annat persontrafik mellan Helsingfors och Sankt Petersburg.
1524 mm användes på järnvägar i södra USA och det var järnvägsingenjörer från södra USA under George W. Whistler som byggde den första järnvägen i Ryssland (bortsett från en kortare sträcka vid Sankt Petersburg).
Bruket av spårvidden 1524 mm (5 ft) i USA upphörde 31 maj 1888. Handeln per järnväg mellan nord och syd hade blivit livlig och de olika spårvidderna därmed ett problem. Bytet av spårvidd (till 4 ft 9 in, cirka 1448 mm) i syd hade förberetts noga och skedde slutligen under ett fåtal dagar.